# دينيسي مورغان
دينيسي مورغان (بالإنجليزية: Dean Morgan)‏ (3 أكتوبر 1983 في المملكة المتحدة - ) هو لاعب كرة قدم بريطاني في مركز جناح ‏. شارك مع منتخب مونتسرات لكرة القدم. أما مع النوادي، فقد لعب مع أكسفورد يونايتد وكولتشستر يونايتد وميلتون كينز دونز ونادي أنكونا ونادي تشيسترفيلد ونادي ريدنغ ونادي ساوثيند يونايتد ونادي كرو ألكساندرا ونادي كرولي تاون ونادي لوتون تاون ونادي ليتون أورينت ونيوبورت كونتي ونادي وكينغ ونادي ألدرشوت تاون وويكمب وندررز وغرايز أتلاتيك ‏.

## وصلات خارجية
- دينيسي مورغان على موقع قاعدة بيانات كرة القدم.إي يو (الإنجليزية)
- دينيسي مورغان على موقع ناشيونال فوتبول تيمز (الإنجليزية)
- دينيسي مورغان على موقع Soccerbase.com (لاعب) (الإنجليزية)
- دينيسي مورغان على موقع Soccerway.com (الإنجليزية)